# وادي حمير
وادي حمير هو شعيب يقع في جنوب العراق وشمال الحدود السعودية العراقية. يملك الوادي مناخ منطقة الحدود الشمالية الصحراوي ويصب في المنخفضات الطبيعية الموجودة جنوب النخيب.